# Eforie
Eforie (historické názvy pro Eforii Sud Băile Movilă, Carmen-Sylva, Vasile Roaită) je město a rekreační středisko na pobřeží Černého moře, v župě Constanța, v severní Dobrudži v Rumunsku. Nachází se asi 14 km jižně od Constance. Nedaleko se nachází jezero Techirghiol.

## Historie
Eforie Sud, jižní část města, založil aristokrat Ion Movilă v roce 1899, když postavil hotel s názvem Băile Movilă. V roce 1928 byly lázně přejmenovány na Carmen-Sylva podle pseudonymu královny Alžběty Rumunské. V roce 1950, po nastolení komunistického režimu, byl název města znovu změněn na Vasile Roaită na počest železničního dělníka zastřeleného během stávky v roce 1933. V roce 1962 bylo město přejmenováno znovu na Eforie Sud.

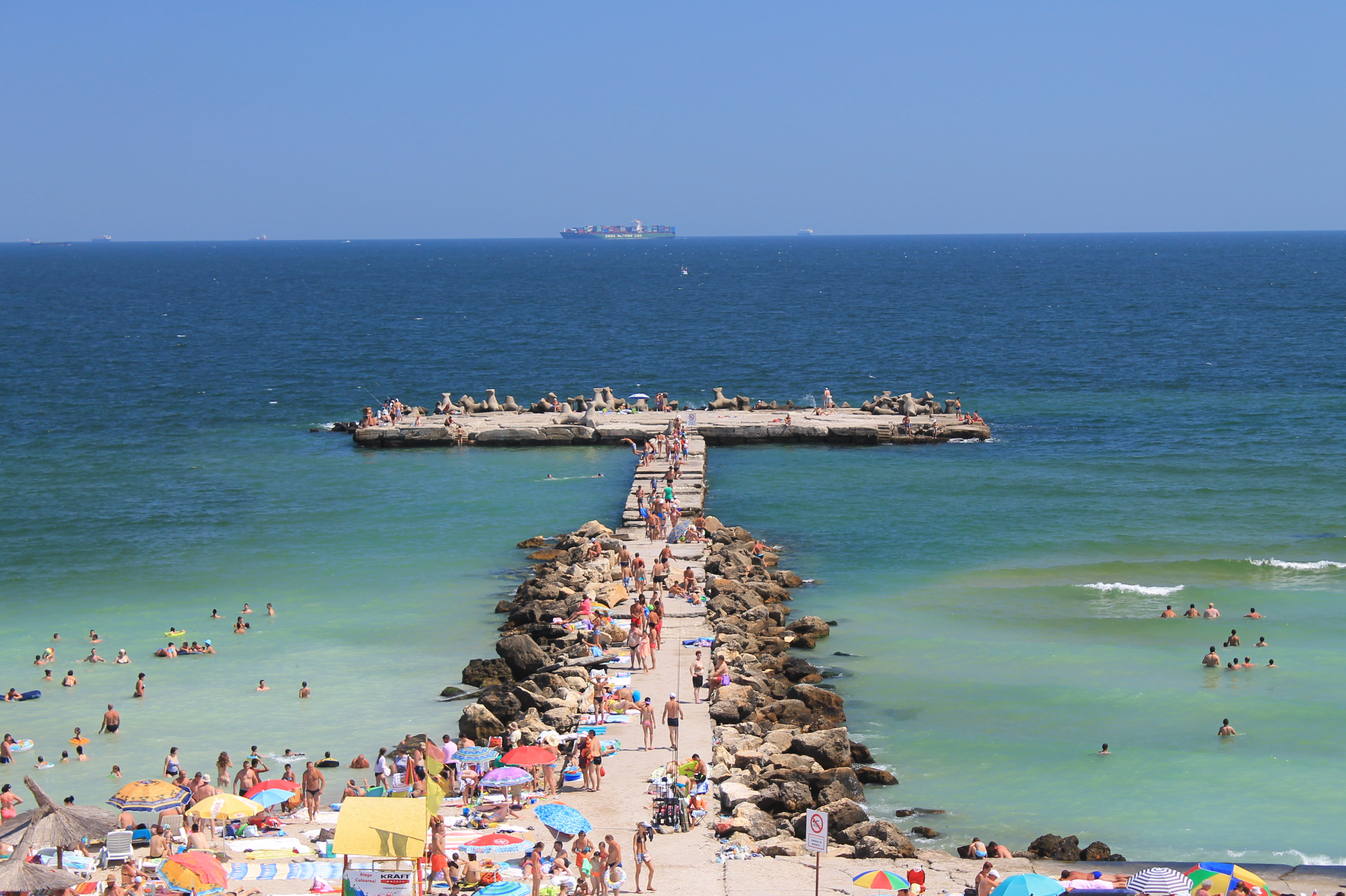
Molo na pláži

V roce 1966 vzniklo město Eforie sloučením Eforie Sud se severním letoviskem Eforie Nord. Formálně se město skládá z Eforie Sud, správního centra, a Eforie Nord, závislé vesnice. V průběhu let zde vyrostlo mnoho dalších hotelů, většina z nich za komunistického režimu.